# Pyronota edwardsi
Pyronota edwardsi är en skalbaggsart som beskrevs av Sharp 1876. Pyronota edwardsi ingår i släktet Pyronota och familjen Melolonthidae. Inga underarter finns listade i Catalogue of Life.